# Meliphaga aruensis
El mielero de las Aru (Meliphaga aruensis) es una especie de ave paseriforme de la familia Meliphagidae endémica de Nueva Guinea y las islas aledañas. 

## Distribución y hábitat
Se encuentra en la isla de Nueva Guinea y varias de sus islas circundantes: las islas Aru,  Raja Ampat, Entrecasteaux, Manam, Karkar y Yapen. Su hábitat natural son los bosques húmedos tropicales de tierras bajas.